# Wasilij Pietrow (fizyk)

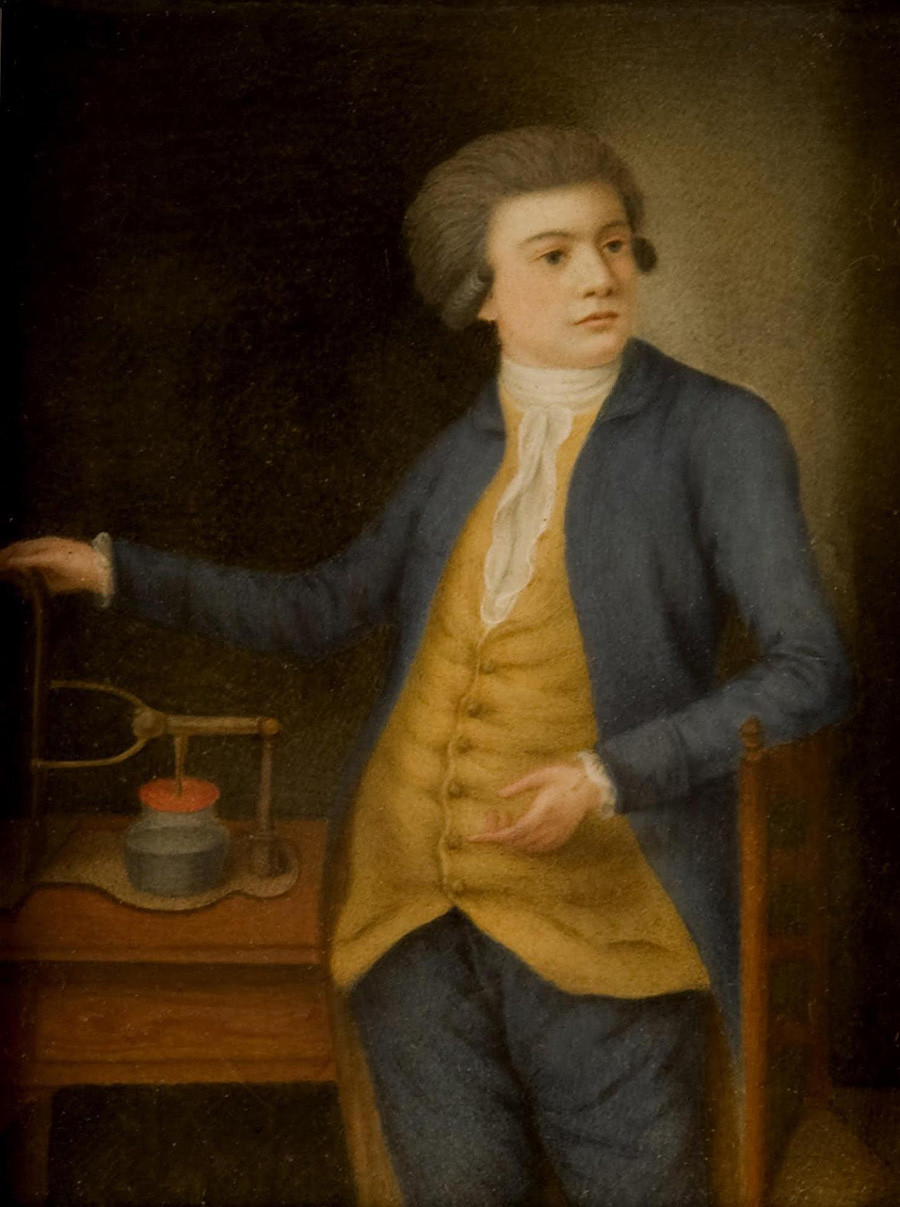
Wasilij Władimirowicz Pietrow

Wasilij Władimirowicz Pietrow (ur. 1761, zm. 1834) – rosyjski fizyk, autor prac na temat elektryczności, odkrywca zjawiska łuku elektrycznego.